# Râul Zglacu
Râul Zglacu este un curs de apă, afluent al râului Iada.